# Harajuku (Dance-Projekt)
Harajuku ist ein 1992 vom deutschen Produzenten Ulrich Moorlampen (Tony O’Melley) gegründetes Gesangs- und Dance-Projekt.

## Überblick
Zusammen mit seinem Partner Thorsten Schotten gelang gleich mit der ersten Single, einer Techno-Danceversion des Musicalhits The Phantom of the opera, ein weltweiter Erfolg. So konnte der Titel in den USA gleich wochenlang in den Hot Dance Music/Maxi-Singles Sales Charts des Billboard-Magazins mit der Höchstplatzierung 21 erreichen. Ferner war der Titel in zahlreichen internationalen Dancecharts vertreten. Im weiteren Verlauf wurden aber nicht nur Musical-Themen, sondern auch Filmmusiken u. a. zu Walt-Disney-Zeichentrickfilmen verwendet. 1995 erschien das Album Just one look.

## Geschichte
Das Danceprojekt benannte sich nach dem gleichnamigen Bezirk der japanischen Hauptstadt Tokio namens Harajuku, die für ihre schrille Mode und extrovertierten Outfits und den entsprechenden Lebensstil bekannt ist. Die Techno-Version des Musicalhits The Phantom of the opera zeichnet sich durch den exzentrischen Gesang aus. Bei der Sängerin handelt es sich um die deutsche Schlagersängerin Kristina Bach. Bei den weiteren Produktionen bediente man sich wechselnder Sängerinnen, bis 1995 die deutsche Sängerin Stephanie O’Hara (bürgerlich Stefanie Obst) für das Projekt verpflichtet wurde. Mit ihr wurde dann ein Großteil des Albums Just one look aufgenommen. Große Beachtung fand der Auftritt in der Londoner Szene-Disco „The Fridge“, was eine Platzierung in den Top 10 der britischen Dancecharts zur Folge hatte.

## Zusammensetzung und Erfolge
Die Debütsingle mit der Sängerin Kristina Bach war gleich auch der größte Erfolg des Dance-Projekts Harajuku. Man erreichte nicht nur Platz 21 der Hot Dance Music/Maxi-Singles Sales Charts des Billboard-Magazins, sondern erreichte weltweit einen beachtlichen Bekanntheitsgrad, der dazu führte, dass gleich mehrere Eiskunstläuferinnen die Produktion für ihre Kür-Auftritte verwendeten. Bei den Winterspielen in Lillehammer erreichte man damit in den USA eine Einschaltquote von 64 %, die bisher höchste Einschaltquote in der amerikanischen Sport-TV-Geschichte. Insgesamt lag, laut Medienberichten, die weltweite Einschaltquote bei 2,1 Milliarden Zuschauern. Diese mediale Aufmerksamkeit verhalf der Produktion zu einem nachhaltigen Durchbruch.
Es folgten weitere Charterfolge, wobei die Dance-Version des Elton-John-Hits Can you feel the love tonight aus dem Walt-Disney-Zeichentrickfilm König der Löwen zu dem zweiten großen Hit des Dance-Projekts Harajuku diesmal mit der Sängerin Stephanie O’Hara avancierte und ebenfalls den Sprung in die Top 50 der Hot Dance Music/Maxi-Singles Sales Charts des Billboard-Magazins schaffte. Gleiches schaffte auch die Produktion Colors of the wind.

## Diskografie
| - Just one look (Album) 1995 - The best of dances mixes (Album) 2002 - Musical & Disney Gala For Dancing 1998 - Come Back And Stay 2007 - Trance Symphony 2010 | - The phantom of the opera (Single) 1992 - On my own (Single) 1993 - The phantom of the opera – Remix (Single) 1994 - Colors of the wind (Single) 1995 - Can you feel the love tonight (Single) 1995 - Beauty and the beast (Single) 1996 - Someday (Single) 1996 - This is the moment / Someone like you (Single) 1997 |